# Bartoniek Emma
Bartoniek Emma (Budapest, 1894. november 28. – Budapest, 1957. május 31.) történész, bibliográfus.

## Életrajza, munkássága
Apja Bartoniek Géza (1854-1930) pedagógus, fizikus.
1917-ben szerzett doktori oklevelet a budapesti egyetemen. 1916-tól az Országos Széchényi Könyvtár munkatársa, 1934-ben a levéltár vezetője lett. 1945-ben elbocsátották az állásából.
Fontos munkája az OSZK latin kódexeinek katalógusa.

## Művei
- A koronázási eskü fejlődése 1526-ig; Athenaeum, Bp., 1917 (különlenyomat a Századokból)
- Kossuth emlékkiállítás; rend. Höllrigl József, Bartoniek Emma; Magyar Tudományos Társulatok Sajtóvállalata, Bp., 1924 (A Magyar Nemzeti Múzeum kiállításai, 2.)
- Mohács Magyarországa. Báró Burgio pápai követ jelentései; ford. Bartoniek Emma;  Magyar Irodalmi Társaság, Bp., 1926 (A Napkelet könyvtára, 12.)
- Magyar történeti forráskiadványok; Magyar Történelmi Társulat, Bp., 1929 (A Magyar Történettudomány Kézikönyve)
- A középkor; Magyar Szemle Társaság, Bp., 1933 (Kincsestár, 14.)
- Corona és regnum; szerzői, Bp., 1934 (különlenyomat a Századokból)
- Szent István törvényeinek XII. századi kézirata, az Admonti kódex (hasonmás kiadás); bev., ford., jegyz. Bartoniek Emma; Lantos, Bp., 1935 (A Magyar Nemzeti Múzeum Országos Széchényi Könyvtár nemzeti kincseinek hasonmásai, 1.); reprint 1988
- A magyar királykoronázások története; Magyar Történelmi Társulat, Bp., 1939 (A Magyar Történelmi Társulat könyvei, 4.); reprint 1987
- Codicus manuscripti latini. I. Codices latini medii aevi; recensuit Emma Bartoniek; Magyar Nemzeti Múzeum, Bp., 1940 (A Magyar Nemzeti Múzeum Országos Széchényi Könyvtárának címjegyzéke)
- Fejezetek a XVI-XVII. századi magyarországi történetírás történetéből; sajtó alá rend. Ritoók Zsigmondné, bev. Klaniczay Tibor; MTA Irodalomtudományi Intézete–Magyar Tudományos Akadémia Könyvtára, Bp., 1975

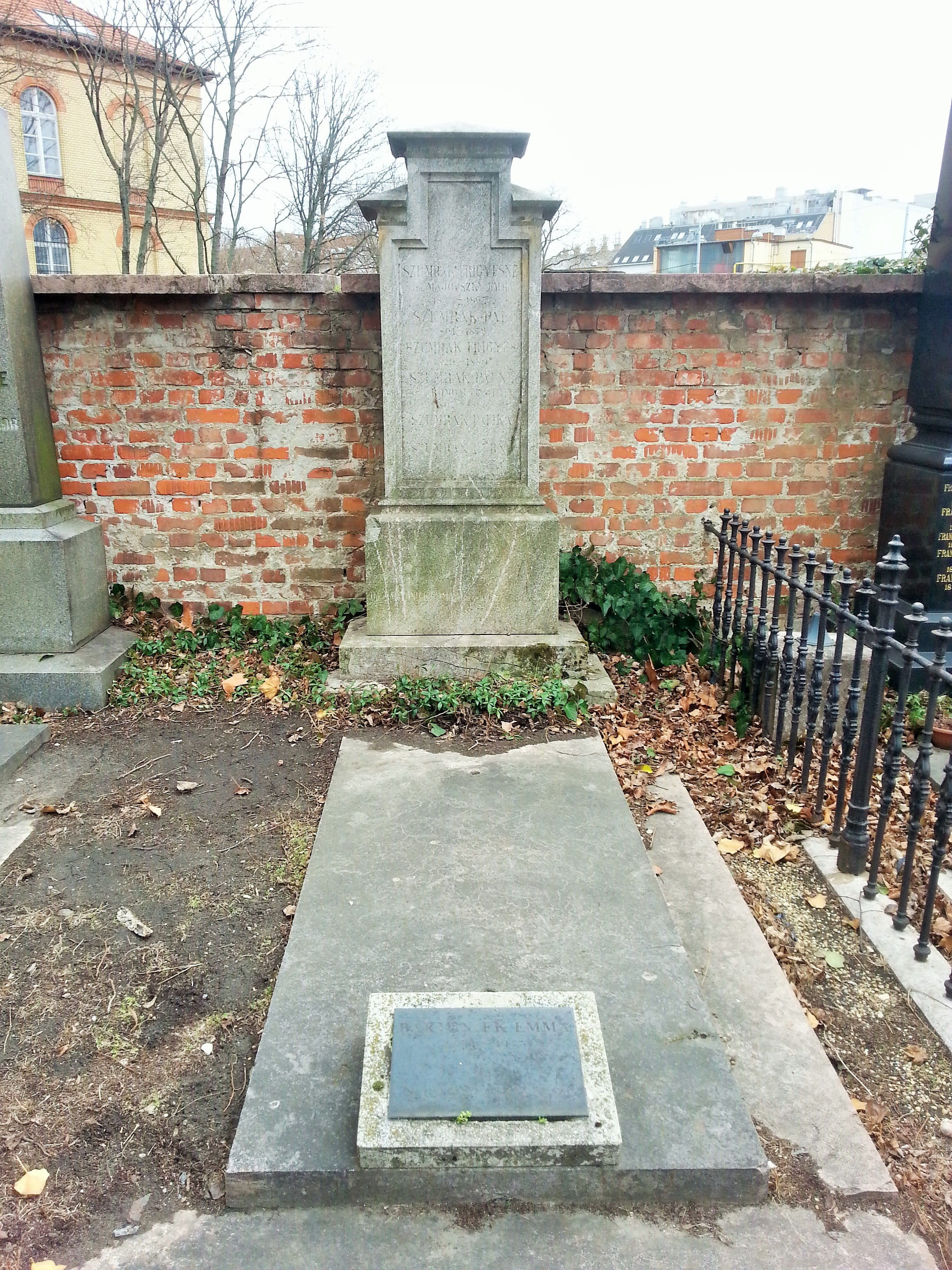
Sírja a Fiumei úti sírkertben